# Antonio Aguilar y Vela
Antonio María Aguilar y Vela (Madrid, 20 de novembre de 1820 - Madrid, 5 de juliol de 1882) va ser un astrònom espanyol, acadèmic de la Reial Acadèmia de Ciències Exactes, Físiques i Naturals.

## Biografia
Primogènit de Francisco Aguilar-Anchía y Mendoza de Sotomayor, Capità de la Guàrdia de Corps de Carles IV. El seu germà, José María Aguilar y Vela, va ser coautor de la seu del Banc d'Espanya, al costat de Severiano Sáinz de la Lastra i Eduardo Adaro Magro. El seu nom és el primer d'una família vinculada a les ciències exactes des de llavors.
Va estudiar Humanitats i Filosofia a Madrid i Alcalá, havent d'emigrar a França amb 19 anys, al final de la Primera Guerra Carlista per les seves idees polítiques. En el Col·legi Reial d'Angulema va estudiar Matemàtiques i Física, estudis que va continuar en tornar a Espanya en 1845.
Va ser Catedràtic de Matemàtiques de la Universitat de Valladolid, Catedràtic de Càlcul en la Universitat de Santiago i d'Astronomia en la Universitat Central. En 1851 va ser nomenat Director de l'Observatori Astronòmic de Madrid, institució de la qual és virtualment fundador, a causa dels seus treballs científics i els seus esforços per millorar les seves instal·lacions, en estat deplorable després de la invasió francesa. El projecte de reforma i ampliació d'aquest edifici va ser a càrrec del seu germà, José María Aguilar y Vela. Antonio Aguilar es va veure obligat a adquirir tots els instruments necessaris per al seu funcionament, així com a preparar al personal que s'encarregués del seu maneig i posada en marxa. Havent calculat les coordenades de l'Observatori, va redactar la Memòria sobre la latitud i posició geogràfica de la Vila i Cort de Madrid. En 1854 és nomenat membre de Nombre de la Reial Acadèmia de Ciències Exactes, Físiques i Naturals, prenent possessió a l'any següent amb la medalla número 32 amb el discurs Breve reseña de la historia y progresos de la Astronomía. En 1861 passa a ocupar el primer càrrec de Secretari Perpetu d'aquesta institució.
En 1871, a causa de la seva militància carlista és destituït fulminantment del càrrec i ha de marxar novament a l'exili a França. Després de recuperar el càrrec, en 1872, és novament amenaçat, per la qual cosa l'Observatori perd la seva autonomia i passa a dependre de la Universitat Central.
Com a científic, va ser autor de diversos treballs astronòmics, destacant un sobre les taques solars, eclipsis de sol i topografia de Madrid, així com sobri climatologia i meteorologia, disciplina aquesta en la qual van destacar les seves aportacions en l'Exposició Universal de Viena de 1873, en la qual va formar part del jurat, i especialment a l'II Congrés Meteorològic Internacional celebrat a Roma a l'abril de 1879. En aquest congrés, Antonio Aguilar -al costat de Karl Jellinek- senti les bases de la meteorologia internacional organitzada.
Dins del camp de les matemàtiques, Antonio Aguilar és el introductor a Espanya del càlcul de probabilitats i va arribar a ser una autoritat en estadística a través dels mètodes de Laplace i Lagrange. Va publicar articles en diverses publicacions espanyoles i estrangeres.